# Ivan Bosco
Sveti Ivan Bosco (tal. Giovanni Melchiorre Bosco; Becchi, Castelnuovo d’Asti, danas Castelnuovo Don Bosco, 16. kolovoza 1815. – Torino, 31. siječnja 1888.) talijanski katolički svećenik i pedagog, utemeljitelj salezijanske družbe i katolički svetac. Tijelo mu je ostalo neraspadnuto do danas. Spomendan mu je 31. siječnja.

## Životopis
Rođen je u selu Becchi, tridesetak kilometara od Torina. Otac mu je bio jedan od najsiromašnijih seljaka u tom mjestašcu. Ženio se dvaput, iz prvog braka ostao mu je sin Antun, a u drugom je dobio sinove Josipa i Ivana, da bi umro dvije godine nakon Ivanova rođenja. Kao devetogodišnjak (1824.) Ivan sanja svoj prvi značajni san koji će sve jasnije zacrtavati njegovu budućnost, da bi kao dvanaestogodišnjak (1829.) morao otići od kuće i tri godine služiti u štali jednog seljaka. Zaljubljen u knjige potom se školovao radeći različite poslove. U školi je osnovao »Društvo veseljaka« (1832.). Kao dvadesetogodišnjak (1835.) ulazi u sjemenište i postaje svećenikom (1841.) te iste godine započinje s okupljanjem napuštene mladeži. Ubrzo počinje pisati, unajmljuje Pinardijevu kuću (1846.) i 1848. odlučno odbija bilo kakav politički angažman. Sljedeće godine (neuspješno) pokreće i novine Prijatelj mladeži. Osniva »Društvo za uzajamnu pomoć radnika« (1850.) i pokreće seriju knjižica Katoličko štivo (1853.), koja izlazi svaki mjesec. Istodobno u oratoriju započinju s radom strukovne radionice. Cilj mu nije bio samo vjerski odgoji mladih, nego i zanatsko osposobljivanje.
Četvorici mladića (1854.) predlaže osnivanje salezijanaca, a iste godine u oratorij dolazi i Dominik Savio, koji će nakon samo tri godine boravka (umro je 1857.) ostaviti neizbrisiv trag i podići ugled don Boscova odgojnog sustava. Iste godine započinje smišljati pravila salezijanske družbe, koji će službeno nastati u godini rata za talijansku neovisnost (1859.). Njegova jedinstvena metoda odgoja (preventivni sustav) izgrađivala je u mladeži ljudske vrednote, kršćanska načela i osposobljavala ih za svagdašnji život.
Četiri godine kasnije otvara prvu salezijansku kuću izvan Torina, da bi na desetu godišnjicu (1864.) proglašenja dogme o Bezgrešnoj započeo gradnju svetišta Marije Pomoćnice, koja je posvećena u godini lurdskih ukazanja (1868.). Sljedeće godine papa je odobrio »Pobožnu salezijansku družbu«, a don Bosco započeo s tiskanjem Biblioteke talijanske mladeži, u kojoj je do 1885. godine izdao dvjestoičetiri sveska.
U drugoj pokoncilskoj godini (1872.) osniva Družbu kćeri Marije Pomoćnice, a tri godine kasnije šalje prve misionare u Južnu Ameriku, nakon čega osniva i treći salezijanski red, suradnike (1876.). Papa Lav XIII. povjerava mu izgradnju rimske bazilike Presvetog Srca Isusova (1880.), zbog čega putuje po Francuskoj i Španjolskoj. Posao je uspješno okončao sedam godina kasnije (1887.). Već istrošene snage i narušena zdravlja umire u zoru 31. siječnja 1888. godine.

## Djela
- Preventivni sustav u odgoju omladine (1877.) (elektronička inačica)
- Pismo iz Rima (1884.) (elektronička inačica)
- Sveti Dominik Savio : svetac mladih (elektronička inačica)
- Snoviđenja svetog Ivana Bosca (elektronička inačica)
- Sedam meditacija svetog Ivana Bosca (elektronička inačica)

## Štovanje
Ivan Bosco 1929. je proglašen blaženim, a na Uskrs 1934. svetim. Godine 1988. Papa Ivan Pavao II. proglasio ga je ocem i učiteljem mladeži.

## Vanjske poveznice
Mrežna mjesta
- Hrvatska salezijanska provincija sv. Ivana Bosca
- www.zupa-vela-luka.hr  Arhivirana inačica izvorne stranice od 2. travnja 2015. (Wayback Machine) (pristupljeno 25. ožujka 2015.)